# Thomas Burke (atléta)
Thomas Edmund Burke (gyakran Tom Burke) (Boston, Massachusetts, 1875. január 15. – Boston, 1929. február 14.) amerikai futó. Ő volt az első olimpiai bajnoka a 100 méteres és a 400 méteres síkfutásnak. 

## Életrajza
Burke egyetemistaként a Boston University School of Law hallgatója volt. Ismert volt jó atlétikai eredményeiről, rendszeresen versenyzett az egyetemi időszakban 400 méteren és 400 yardon. 1895-ben 440 yardon nyert az Amateur Athletic Union versenyén.
Rövidebb távokon nem volt ismertebb eredménye korábban, és bár sok esélyes hiányzott a versenyről, hatalmas meglepetés volt, amikor megnyerte a 100 méteres síkfutást az 1896. évi olimpián. Az elődöntőben a torna legjobb idejét, 11,8 másodpercet futott, a döntőben 12 másodperccel győzött.
Ugyancsak az athéni olimpián a 400 méteres számot is megnyerte. Itt is győzött előfutamában (58,4 mp) és a döntőben is (54,2 mp).
Később Burke inkább a hosszabb távon versenyzett, 440 és 880 yardos versenyeket nyert. Az athéni olimpia maratoni futásának sikerét látva ő volt az egyik kezdeményezője az évenkénti bostoni maratoni futás megszervezésének.
Burke civil pályáján jogász lett, de az atlétikától nem szakadt el, edzőként és újságíróként is sokat foglalkozott sportjával.